# Fundação Cásper Líbero
A Fundação Cásper Líbero, conhecida também pelo acrônimo FCL, é uma instituição privada, fundada em 10 de agosto de 1944, que gerencia um vasto conglomerado de mídia, sediado em São Paulo, que reúne hoje, a TV Gazeta, a Rádio Gazeta, a Gazeta FM, o site "Gazeta Esportiva" e a Faculdade de Comunicação Social Cásper Líbero.

## História
A fundação foi criada a partir do sonho de Cásper Líbero de construir um complexo das comunicações. Infelizmente, Cásper não viveu para ver seu desejo se realizar, falecendo em um acidente de avião no dia 27 de agosto de 1943, no Rio de Janeiro. Porém, deixou escrito em testamento sua vontade, que destinava todos os seus bens à criação de uma fundação, que asseguraria principalmente o progresso de A Gazeta, de A Gazeta Esportiva e a Rádio Gazeta. Com ela, Cásper almejava poder contribuir com a elaboração de uma sociedade mais justa e desenvolvida.
Além disso, o visionário, preocupado em preparar os futuros jornalistas, deixara também em seu testamento a idealização do que se tornaria a primeira Escola Superior de Jornalismo do Brasil e da América Latina. Hoje, a antiga escola leva o nome de Faculdade de Comunicação Social Cásper Líbero, e além do curso de Jornalismo, possui mais três cursos na área da comunicação: Publicidade e Propaganda, Relações Públicas e Rádio, TV e Internet.

## Edifício Gazeta
O Edifício Gazeta está localizado na Avenida Paulista, 900, em São Paulo; e é a quinta sede do grupo desde 1906. São 68.000 m² de área construída, distribuídos em 17 andares. Em seu topo, está a Torre Gazeta. Também possui um teatro, com capacidade para 900 pessoas.
Originalmente, o prédio deveria ter quase o dobro do tamanho que possui hoje. Além disso, o prédio seria não só um dos mais altos, mas também um dos exemplos de aproveitamento da área subterrânea.
As obras tiveram início no final da década de 1950 e o edifício foi inaugurado em 1966. Foi o primeiro edifício construído no Brasil com as características necessárias para manter uma redação, gravura, composição e distribuição de um jornal.
Além da Fundação Cásper Líbero, funcionam, no Edifício Gazeta, o Colégio e Curso Objetivo, uma unidade da UNIP, os estúdios da Rádio Trianon, Teatro Gazeta e o Cinema Reserva Cultural.